# Космос-1769
Космос-1769 је један од преко 2400 совјетских вјештачких сателита лансираних у оквиру програма Космос.
Космос-1769 је лансиран са космодрома Тјуратам, Бајконур, СССР, 4. августа 1986. Ракета-носач Р-36 или РТ-2 (8К67, НАТО ознака SS-9 Scarp или 8К98, НАТО SS-13 Savage) са додатим степеном је поставила сателит у орбиту око планете Земље. Маса сателита при лансирању је износила 5000 килограма. Космос-1769 је био војни извиђачки сателит за праћење флоте.